# Казфосфат
Казфосфа́т — група фосфатодобувних та переробних підприємств у Казахстані.
До складу «Казфосфат» входять філіали:
- Новоджамбулський фосфорний завод (НДФЗ);
- Завод "Мінеральні добрива";
- Гірничо-переробний комплекс "Жанатас";
- Гірничо-переробний комплекс "Чулактау";
- Степногорський хімічний завод;
- Залізнично-транспортний комплекс;
- Шимкентський завод синтетичних миючих засобів (одна зі складових колишнього Шимкентського фосфорного заводу).

## Історія
ТОВ «Казфосфат» створено в жовтні 1999 року на базі заводів фосфорного комплексу Південно-Казахстанської області і рудників Каратау і Жанатаса. Підприємства, що входять до складу «Казфосфату», є містоутворюючими.

## Характеристика
Станом на 2004 рік всі виробничі потужності заводів і комбінатів відновлені. Гірничо-переробні комплекси мають у своєму складі рудні родовища Аксай, Т'єсай, Шейлібулак, Шолактау, Коксу, Кок-Жон (ділянка Кістас), Жанатас, дві фабрики по збагаченню фосфатної сировини з виробничою потужністю 6,4 млн тонн руди на рік.
Виробничі можливості Ново-Жамбилського фосфорного заводу — 80 тис. тонн жовтого фосфору, 120 тис. тонн триполіфосфату натрію, 120 тис. тонн фосфорної кислоти. Завод мінеральних добрив — до 200 тис. тонн міндобрив. Потужності хімічного заводу в Степногорську дозволяють випускати до 200 тис. тонн мінеральних добрив в рік.
«Казфосфат» успішно конкурує з китайською продукцією. Виробництво орієнтоване на експорт. Основна продукція — жовтий фосфор, триполіфосфат натрію, ортофосфорна кислота, фосфорні добрива — експортується в Німеччину, Нідерланди, Францію, Італію, Чехію, Польщу, Угорщину, Росію, Китай, Туреччину, Іран, Білорусь, Латвію, Молдову, Азербайджан, Узбекистан, Таджикистан (понад 20 країн). Серед партнерів «ТОО Казфосфат» — «Procter & Gamble», «Хенкель», «Акзо-Нобель», «Байєр», «Кларіант», «Фосфа» і інші.